# Баротраума плућа
Баротраума плућа узрокована је дизбаризмом или променом притиска током роњењем са аутономним подводним апаратом за дисање (СКУБА) или тококм слободног роњења на дах, јер сваки затворени простор тела који садржи гас,  има тенденцију да се шири током успона.  
Настаје услед прекомерног ширења плућа, јер сваки затворени простор тела који садржи гас,  има тенденцију да се шири током успона када се ронилац враћа на површину без издисаја. Према томе баротраума може настати  када ваздух остане заробљен у плућима, током спуштања (негативна плућна баротраума или стискање плућа) или током успона (позитивна плућна баротраума позната као синдром плућне пренадуваности.    
Компликације укључују локалну инфилтрацију гаса у оштећено ткиво или локалну циркулацију која омета функцију органа или доводи до поремећаја циркулације. 

## Историја
Роњење у отвореним водама које се обавља вековима уназад, дана је све популарније. У њему уживају и почетници и професионалци. Многи људи роне ради рекреације, такмичарског спорта, комерцијалних активности и војне обуке. Роњење као професија можда датира више од 5.000 година, али болести повезане са роњењем нису описане све док Пол Бер није писао о кесонској болести 1878. године, када су симптоми ове болести примећени код радника на изградњи моста након што су завршили своје смене под водом и вратили се на површину. Ови симптоми су укључивали вртоглавицу, отежано дисање и оштар бол у стомаку или зглобовима. Кесонски радници који су често говорили да се осећају добро док раде, да је то зато што су одморни на почетку смене у поређењу са исцрпљеношчу коју су осећали по завршетку радног дана.  Радници би често имали интензивне болове у леђима због којих су се савијали, и због чега је кесонска болест добила надимак "завоји".

## Епидемиологија
Широм света има 9 милиона ронилаца, од којих се три милиона налазе у Сједињеним Државама. Просечна старост ронилаца је 30 година, а 60% су мушкарци, док су 40% жене.  Преглед података о смртним случајевима  показује да је баротраума најчешће пријављивана повреда везана за роњење. Отприлике:
- 80% повреда је повезано са баротраумом уха и синуса;
- 15% повреда је последица баротрауме плућа, укључујући артеријску гасну емболију.
- 5% оштећења је последица гастроинтестиналне, стоматолошке, баротрауме стискања маске или одела.

Већина смртних случајева у роњењу је последица утапања, атеросклеротичне болести срца и артеријске гасне емболије узроковане баротраумом плућа, на шта указују специјализоване обдукције и процедуре извештавања.

## Патофизиологија
Баротраума је повреда која настаје због разлике у притиску између гаса унутар или изван тела и притиска околног гаса или течности услед прекомерне напетости или сила смицања услед експанзије гаса унутар или под притиском који се хидростатички преноси кроз ткива.
Алвеоле су најмање јединице плућа у којима се одвија размена кисеоника и угљен-диоксида. Под смањењем притиска и повећањем запремине, алвеоле ће пукнути заједно са околним крвним судовима. Алвеоле ће бити преплављене крвљу и остацима и срушиће се. Алвеоле се налазе централно и периферно. У зависности од локације руптурираних срушених алвеола, ваздух ће исцурити. Генерално, ваздух путује до пет области у телу.  Може да се креће централно до медијастинума, изазивајући пнеумомедијастинум, пнеумперикардијум, а затим према глави и врату, манифестујући се као поткожни емфизем, или прати дуж једњака и изазива пнеумоперитонеум. Може да путује периферно до плеуралних простора изазивајући пнеумоторакс или тензиони пнеумоторакс. Алвеоларни ваздух може ући у капиларне крвне судове, плућне вене и централну циркулацију, формирајући ваздушну гасну емболију, тешку по живот и опасан догађај.

## Терапија
Ронилац треба да буде стабилизован основним и напредним срчаним животом. Интравенски приступ треба добити заједно са применом додатног кисеоника. Препоручује се примена кристалоидне интравенске течности за хидратацију. Извршите интубацију код пацијената који имају нестабилне дисајне путеве или имају упорну хипоксију упркос дисању 100% кисеоника.
За благе случајеве пнеумомедијастинума није потребан посебан третман, јер ће се ваздух сам ресорбовати.  Допунски кисеоник се може иницирати за особе које доживљавају хипоксију. Веће концентрације кисеоника повећавају брзину реапсорпције ваздуха. Пнеумоторакс се може повући без лечења или захтевати торакостомију грудном цеви. Тензијски пнеумоторакс захтева торакостомију грудног коша да би се дренирао ваздух и смањио притисак како би се омогућио проток крви и функција циркулације.
Лечење артеријске гасне емболије повезане са плућном баротраумом би идеално требало да се заврши у прва два сата. Ово пружа највећу корист и најбоље шансе за потпуно решавање симптома. Свако кашњење у рекомпресији и хипербаричној терапији кисеоником (ХБОТ) дуже од шест сати повезано је са лошијим исходима. Рекомпресијску терапију треба да ради у ронилачкој комори медицинско особље сертификовано у хипербаричној медицини. Индикације за рекомпресијску терапију укључују повреду кичмене мождине и неуролошка оштећења. 
Пацијентима који су озбиљно болесни и не реагују на почетни третман може бити потребна декомпресија са вишим притиском на 4 до 5 атмосфера апсолутног притиска и може бити потребан гас за дисање од 50% смеше хелијума/50% кисеоника (хелиокс). 
Иако су рађена истраживања о употреби сурфактаната који се дају пре дубоких роњења, оно је још увек у фази истраживања. 